# Nemidia canadensis
Nemidia canadensis är en ringmaskart som beskrevs av McIntosh 1874. Nemidia canadensis ingår i släktet Nemidia och familjen Polynoidae. Inga underarter finns listade i Catalogue of Life.